# 라르스 온사게르
라르스 온사게르(노르웨이어: Lars Onsager, 1903년 11월 27일 ~ 1976년 10월 5일)는 노르웨이 태생 미국인 화학자 및 물리학자다. 1968년 노벨 화학상을 수상하였다.

## 생애
온사게르는 1903년 11월 27일에 노르웨이 오슬로 (당시 이름은 크리스티아니아(Kristiania))에서 변호사의 아들로 태어났다. 오슬로에서 고등학교를 마치고, 트론헤임에 있는 노르웨이 공과대학교(Norges tekniske høgskole)에서 화학공학을 전공하여 1925년에 졸업하였다.
1925년에 피터 디바이의 전해질 이론에 오류가 있음을 발견하고, 이듬해 취리히로 건너가 이 사실을 디바이에게 직접 얘기하였다. 디바이는 이를 높게 사 자신이 있는 취리히 연방 공과대학교에 자리를 마련해 주었다.
1928년에 취리히를 떠나 존스 홉킨스 대학교에서 교수직을 얻었다. 여기서 온사게르는 1학년 화학 개론을 가르쳤는데, 강의가 너무 엉망이어서 학기가 끝나고 바로 해고되었다. 존스 홉킨스 대학교를 떠나 브라운 대학교에서 대학원 화학 과목을 가르쳤는데, 여기서도 강의는 엉망이었지만 통계역학에서 빛나는 연구 업적을 남겼다. 1933년에 온사게르는 브라운 대학교에서도 역시 해고되었다.
브라운 대학교에서 해고되자, 온사게르는 예일 대학교에서 박사후 연구원으로 임용되었다. 그러나 곧 온사게르가 박사 학위를 취득하지 않은 사실이 밝혀져, 예일에서 특수 함수에 대한 박사 논문을 집필하였다. 그러나 화학과에서는 아무도 이 논문을 이해할 수 없었고, 예일 수학과에서 논문이 매우 뛰어나다는 사실을 인증하자 겨우 1935년에 박사 학위를 받을 수 있었다. 박사 학위를 채 끝내기 전인 1934년에 예일 대학교 조교수로 임명되었고, 1940년에는 정교수로 승진하였다. 예일에서도 역시 매우 뛰어난 연구 활동을 펼쳤지만, 그 강의는 아무도 이해할 수 없었다고 한다.
1945년에 미국 국적을 취득하였다. 1958년에 로런츠 메달을, 1968년에 노벨 화학상을 수상하였다. 1972년에 은퇴하고, 플로리다 코럴게이블즈에 있는 마이애미 대학교로 이사하였다. 1976년 10월 5일에 코럴게이블즈에서 동맥류로 사망하였다.

## 참고 문헌
- Per Chr Hemmer, Helge Holden, Signe Kjelstrup Ratkje (편집자) (1996). 《The Collected Works of Lars Onsager with Commentary》. Singapore: World Scientific. ISBN 981-02-2563-6.
- Krieger, Martin H. (1996). 《Constitutions of matter : mathematically modelling the most everyday of physical phenomena》. University of Chicago Press. ISBN 0-226-45304-9.
- H. Christopher Longuet-Higgins, Michael E. Fisher (1991). “Lars Onsager. 27 November 1903-5 October 1976”. 《Biographical Memoirs of the National Academy of Sciences》 60: 182–233.